# Jean Wauters
Jean Wauters (Herstal, 1923 – 4 april 2014) was een Belgische zakenman. Hij was onder meer voorzitter van voetbalclub Standard Luik en uitgever van het dagblad La Meuse.

## Biografie
Jean Wauters werd geboren in Herstal, een voorstad van Luik. Hij groeide op in de streek en maakte als tiener de Tweede Wereldoorlog mee. In 1942 werd hij door Duitse soldaten opgepakt en naar Buchenwald gestuurd. Hij werkte toen in de Fabrique Nationale de Herstal, waar hij stiekem het Verzet steunde. In Buchenwald zou hij net aan de dood zijn ontsnapt door de opoffering van een Tsjechoslowaakse medegevangene.
Na de Wereldoorlog werd Jean Wauters een invloedrijke zakenman. Zo zat hij mee achter de warenhuisketen Sarma. Naar verluidt zou hij ook de verkiezingscampagnes van politici als André Cools en Jean Gol gefinancierd hebben, en ingestaan hebben voor werkzaamheden aan Villa Clémentine, de woonplaats van prins Laurent. Die laatste zou een persoonlijke vriend zijn van Wauters.

## Standard Luik
Jean Wauters zag als supporter van Standard hoe de club midden jaren 80 leed onder de Bellemansaffaire. Het omkoopschandaal had de Luikse club zowel sportief als financieel een enorme klap toegediend. Verscheidene titularissen vertrokken en Standard ging op zoek naar een geldschieter. Jean Wauters bood zich aan en nam het bestuur van de club over. In samenwerking met André Duchene, die later nog voorzitter zou worden van de club, loodste Wauters de Rouches terug naar de top in België. In die dagen kreeg hij de bijnaam Monsieur Standard. Het stadion werd vernieuwd en groeide uit tot een van de grootste en bekendste stadions van het land. Het financiële dieptepunt werd dus overwonnen, maar zou jaren later bijna uitmonden in een faillissement. Wauters bleef tot 1998 aan het roer en gaf dan de fakkel door aan zijn rechterhand Duchene.

## Rechtszaak
Het Europees Hof voor de Rechten van de Mens (EHRM) veroordeelde Wauters in 2008 tot drie jaar cel. Het Hof meende dat Wauters geld zou verduisterd hebben toen hij nog voorzitter was van het Koningin Fabiola-dorp nº1, een instelling voor mindervaliden. Wauters had de instelling in 1963 mee opgericht. Sinds mei 1997 stond hij niet meer aan het hoofd van het Koningin Fabiola-dorp nº1.